# Stiftung Deutsches Holocaust-Museum
Die Stiftung Deutsches Holocaust-Museum mit Sitz in Hannover strebt in Deutschland die Gründung eines Holocaust-Museums als umfassende nationale Aufklärungsstätte über die Zeit des Nationalsozialismus an. Zugleich soll das Museum eine Forschungsstätte für Frieden und Humanität einschließen und dem Ziel dienen, „rechtsradikalen Bestrebungen mit allen verfügbaren demokratischen Mitteln entgegenzutreten“, wie es im Aufruf zur Gründung des Museums heißt. Mitglieder des Vorstands der Stiftung sind Manfred Messerschmidt, Freiburg im Breisgau (stellvertretender Vorsitzender) und Eckart Spoo, Berlin. Dem Kuratorium der Stiftung gehören u. a. die Politiker Volker Beck und Herta Däubler-Gmelin sowie die Rabbinerin Eveline Goodman-Thau an.

## Geschichte und Konzeption
Die privatrechtliche Stiftung wurde von Hans-Jürgen Häßler initiiert und 1998 gegründet. Häßler war bis zu seinem Tod 2011 auch Mitglied des Vorstands.
Kritiker des Projektes argumentierten, dass es bereits eine ausreichende Anzahl von Gedenkstätten und Ausstellungen gebe. Einem Holocaust-Museum wurde abgesprochen, eine Funktion zu erfüllen, die nicht schon etablierte Einrichtungen übernommen hätten. Der Stiftung wurde zudem – u. a. von Wolfgang Benz – eine unzureichend entwickelte Konzeptidee und mangelnde Professionalität vorgeworfen. Der Bund hatte die Finanzierung eines zentralen Museums mit Hinweis auf bestehende Gedenkstätten schon Ende der 1990er Jahre abgelehnt.
Aufgrund der Kritik wurde die Konzeption 2006 weiterentwickelt. Geplant wurde eine Ausstellungskonzeption, die einen weiten historischen Bogen von der „Entwicklung der Menschenrechte“ über den Nationalsozialismus und den Holocaust einschließlich der „Darstellung sämtlicher Opfergruppen“ bis zu den „Neuen Gefahren“ in Deutschland, Europa und den USA schlägt. Neue wissenschaftliche Erkenntnisse sollten in Form von wechselnden Ausstellungen vermittelt werden. Der Vorstand und das Kuratorium der Stiftung entschieden sich für Leipzig als Standort der geplanten Stätte, die Deutsches Holocaust-Museum. Dokumentationszentrum zur Geschichte der NS-Diktatur heißen sollte. Die Stadt Leipzig stellte dafür den ehemaligen "Russischen Pavillon" auf einem rund 2000 Quadratmeter großen Grundstück ihres Alten Messegeländes zur Verfügung. Das Architekturbüro von Meinhard von Gerkan legte 2007 eine Raumkonzeption vor. Die Kosten für den Umbau und Ausbau wurden auf 40 Millionen Euro geschätzt.
Das Museum, wie es für Leipzig geplant wurde, solle nicht nur ein historisches Museum zur Dokumentation der NS-Verbrechen sein, sondern eine anspruchsvolle, moderne Bildungsstätte, die sich gleichermaßen der Vergangenheit wie der Gegenwart zuwendet, „ein lebendiger Ort zur Bildung von Menschlichkeit [werden], wobei die Vergangenheit dort ständig drohend im Hintergrund steht“, schrieb Gideon Greif 2008.
Darüber hinaus fördert die Stiftung nach eigenen Angaben die Arbeit von Gedenkstätten und Geschichtswerkstätten sowie „Tagungen, Veranstaltungen, Schülerarbeiten und Publikationen, die der Aufklärung über den Nationalsozialismus dienen“.